# بيانكا سينسوري
بيانكا سينسوري (بالإنجليزية: Bianca Censori)‏ هي عارضة ازياء ومهندسة معمارية أسترالية، ولدت في 5 يناير 1995 في ملبورن في أستراليا. تزوجت من كانييه ويست في حفل خاص  في ديسمبر 2022.

## وصلات خارجية
- بيانكا سينسوري على موقع IMDb (الإنجليزية)